# Przepowiednie pogodowe
Konieczność prognozowania pogody dotyczyła zwłaszcza społeczeństw rolniczych, dla których niespodziewane zmiany warunków atmosferycznych mogły oznaczać utratę plonów, a w konsekwencji przynieść głód i choroby. Prognozy powstawały na podstawie długotrwałych obserwacji reakcji organizmu ludzkiego, zachowania się domowych i dzikich zwierząt oraz zjawisk zachodzących w otaczającym środowisku naturalnym. Z czasem, gdy doszukano się związków między poczynionymi spostrzeżeniami a zmianami pogody, utrwaliła się w świadomości pokoleń wiedza, która często pozwalała przewidywać zjawiska atmosferyczne. Prognostyki te przekazywane były zazwyczaj ustnie, dlatego też otrzymywały niekiedy formę łatwych do zapamiętania rymowanek, którtch jednak nie należy utożsamiać z przysłowiami, łączącymi wnioski trafne z bezwartościowymi. Ludowe przepowiednie pogodowe miały zwykle charakter prognoz krótkoterminowych i lokalnych, ale starano się również przewidywać pogodę na większym obszarze i w wymiarze długoterminowym, tj. prognozować nadchodzące lato lub zimę.
W tym artykule zebrane są różnego rodzaju przepowiednie pogodowe. Uważnie obserwując przyrodę, z dużym prawdopodobieństwem można przewidzieć stan pogody na najbliższe kilkanaście godzin. Czasami przepowiednie pogodowe oparte są na przesłankach fizycznych, czasami jest to po prostu lokalny folklor. 

## Wiersze
Z książki Krzysztofa Baranowskiego „Praktyka oceaniczna”
Gdy czerwone słońce wschodzi w marynarzu bojaźń się rodzi
Lecz gdy czerwień o zachodzie, wie marynarz o pogodzie.
Red sky at morning, sailors take warning,
Red sky at night, sailor's delight. 
Wytłumaczenie: Czerwony kolor nieba wynika z rozpraszania światła na zawieszonych pyłach. Przy wyżowej pogodzie takich pyłów może być więcej. Wobec tego w wyżowej pogodzie będziemy obserwować czerwone słońce o zachodzie jak i wschodzie - wówczas światło przechodzi przez znacznie grubsza warstwę powietrza i aerozoli. W umiarkowanych szerokościach geograficznych dominuje cyrkulacja zachodnia, wobec tego przez czerwony zachód słońca możemy zobaczyć nadciągający do nas wyż - pogoda będzie dobra, a czerwony wschód pokazuje odpływający wyż - pogoda się zepsuje. 
Czerwony wieczór i szary ranek
Będzie dzień ładny bez niespodzianek
Szaro wieczorem, czerwono z rana
Nie bierz się bracie do żeglowania''
Wytłumaczenie analogiczne do poprzedniego. Dodatkowo informacje o szarościach rano i wieczorem (mgłach) odnoszą się do systemu niżowego.
Deszcz ranny - płacz panny, oba krótko trwają.
Gdy ze wschodu wiatr przychodzi
Będzie trwał dwanaście godzin.
Makrelowe niebo i pierzaste chmury
Na wysokich masztach zdejmuj żagle z góry.
Mackerel sky and mares' tails make lofty ships carry low sails.
Chmury w kształcie łuski (makrelowe niebo) związane są z wysokimi chmurami, które zwiastują przyjście systemu niskiego ciśnienia z zachodu. Zazwyczaj oznacza to zwiększenie wiatrów i opadów. 
Gdy wiatr odchodzi przeciwko słońcu
Nie ufaj zmianie, wiatr wróci w końcu.
Tęcza rano ostrzega, wieczorem raduje
Minie deszcz, niebo się rozsnuje.
Rainbow in the morning, sailor’s warning.
Rainbow in the night, sailor’s delight.
Tęcza jest związana z chmurami. W czasie tęczy słońce jest za plecami obserwatora. Czyli tęcza rano pokazuje na chmury z zachodu - może związane z systemem niżowym. Natomiast tęcza wieczorem może być często związana z chmurami burzowymi, które mogą szybko przejść.
Ciśnienie niskie i jeszcze spada
Uważaj pilnie, taka jest rada.
Dopiero, gdy rośnie, choć już wysokie
Roztropny żeglarz znajdzie spokój.
Pierwsze dwa wersy opisują przyjście niżu i tendencję do spadku ciśnienia w czasie niżu. Ostatnie dwa wersy opisują pogodę wyżową (chociaż ciśnienie w wyżu jest wysokie, ale nie zmienia się znacznie). 
Chmury gęstnieją szybko i nagle
Na maszt uwaga i twoje żagle
Lecz jeśli z wolna nadciągają
Wyciągaj sieci, żegluj i trałuj.

## Wyjrzy słońce
W najbliższych godzinach wypogodzi się, gdy po długotrwałym deszczu gwałtownie zrobi się chłodno, a siła wiatru zacznie się wzmagać. Dobrym znakiem jest też dym unoszący się ukośnie lub pionowo ku górze.
Pogodę słoneczną zapowiadają też wczesne powroty bydła z pastwisk do obór oraz elektryzowanie kociego futra podczas głaskania. Podobnie wróżą nietoperze pojawiające się licznie zaraz po zachodzie słońca, liczne loty wieczorne robaczków świętojańskich, gromadne loty chrabąszczy wokół drzew oraz budowanie przez pająki dużych pajęczyn, wysokie loty i śpiew skowronków, a także wróble zbierające się gromadnie na drzewach.
Po całonocnym deszczu szczebioczące głośno o świcie ptaki zwiastują piękny słoneczny dzień. Gdy mimo to przed południem nadal jest pochmurno, ale z uli gromadnie wylatują pszczoły, pogoda wkrótce się poprawi.
Jeśli wieczorem na zachodzie, pod chmurami pojawi się paseczek czystego, żółtego bądź zielonkawego nieba, następnego dnia pogoda będzie dobra. Jeszcze większe prawdopodobieństwo wypogodzenia się istnieje, kiedy księżyc świeci nocą jasnym, silnym światłem, a gwiazdy nie migoczą i wydają się bardzo dalekie. Stojąc na wzgórzu odczuwa się suche, ciepłe powiewy wiatru, zaś nad wodą daje się zaobserwować lekka mgiełka.

## Utrzyma się ładna pogoda

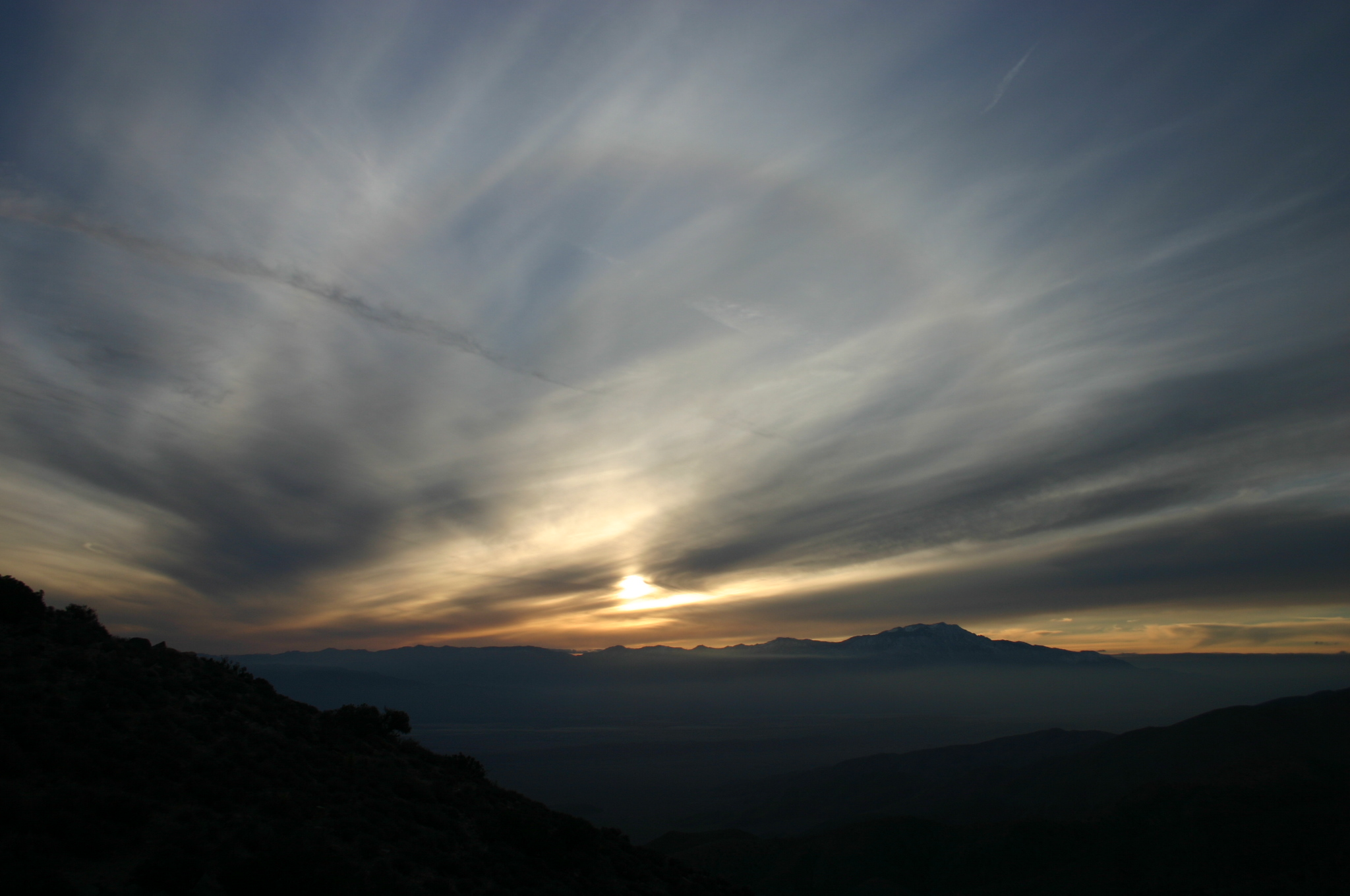
Zachód słońca zwiastujący ładną pogodę

Zachodzące wieczorem słońce jest niewielkie, złocistoczerwone i otoczone żółtą oraz jasnoróżową zorzą, a mgły kładą się o zmierzchu w zagłębieniach terenu. Trawa na łące jest znacznie chłodniejsza niż powietrze ponad nią. Nad morzem, bądź dużym jeziorem lekki wiatr wieje w kierunku wody. W górach łagodne podmuchy idą od strony szczytów. Nocą na rozgwieżdżonym, granatowym niebie pojawia się zielonkawa poświata. Gwiazdy nie migoczą, a podczas pełni księżyca, w znacznej odległości od niego bywa widoczny szeroki, biały pierścień.
Rankiem zanikają nocne mgły, a obfita rosa na trawie szybko wysycha. Poranna zorza jest żółta i zielonkawa. Wschodzące słońce wygląda jak niewielki, promienisty krążek. Nadchodzące ze wschodu pierzaste obłoczki zwiastują dobrą pogodę również na następny dzień.
W górach szczyty są oddalone i lekko zamglone. Nad wodą w kierunku lądu wieje lekki wiatr. Długotrwały wyż zwiastują też wysokie loty jaskółek.
Kiedy w ciągu dnia pająki zajęte są snuciem pajęczyny, będzie z pewnością sucho. Niezwykła aktywność komarów zwiastuje upały.

## Będzie lało
Kiedy niebo ma białawy odcień (znak że w powietrzu nazbierało się dużo wilgoci), w ciągu najbliższych 12 godzin pogoda się załamie.
Kiedy zachodzące słońce nie chowa się za czysty horyzont, lecz za warstwę ciemnych chmur, wkrótce nadejdzie pogorszenie pogody. Deszcz zwiastują też: nienaturalne powiększenie się tarczy słonecznej i jej krwistoczerwony kolor oraz podobna barwa zorzy na wieczornym niebie.
Kiedy pogoda ma się pogorszyć, poprzedniego dnia wieczorem zmrok zapada wolno i zaczyna wiać silniejszy wiatr, temperatura powietrza zaś lekko rośnie. Mieszkający w pobliżu linii kolejowej czy szosy w tym czasie lepiej słyszą przejeżdżające pociągi czy samochody.
Silne migotanie gwiazd, oraz obecność rudej poświaty, tzw. lisiej czapy wokół księżyca, a także jego nienaturalna wielkość i wrażenie bliskości zwiastują nadejście deszczu. Deszczu można się spodziewać szczególnie wówczas, jeśli noc jest tak ciepła, że nie różni się temperaturą od dnia.
Ogromna, czerwonawa tarcza słoneczna rankiem, a także brak rosy na trawie mówią o zbliżających się opadach. To samo zwiastują również trzaski w odbiornikach radiowych (pogorszenie odbioru).
Ostrzeżeniem przed zbliżającymi się deszczami w górach jest wspaniała widoczność.
O zmianie pogody na gorszą mówi też zachowanie zwierząt: jaskółki latają nisko, (bo wilgoć w powietrzu zmusiła do niższych lotów owady, stanowiące ich pokarm); rankiem pszczoły opuszczają ule pojedynczo, a już koło południa gromadnie do nich wracają; bociany spacerują po polach, a nie po podmokłych łąkach. Mieszkańcy wsi twierdzą, że zawsze przed deszczem kury kąpią się w piasku, a koguty pieją wieczorem.
Słotę zapowiadają również psy jedzące trawę, świnie wykazujące nadmierną ruchliwość, kozy i owce pasące się dłużej i wykazujące dużą żarłoczność oraz koty długo wylizujące sierść. Przed deszczem pająki krzyżaki siedzą w ukryciu lub spuszczają się na nici pajęczej z sufitu, a gęsi i kaczki szybko pływają po wodzie. Opady zwiastować też mają krety zatykające otwory do nor, nietoperze siedzące wieczorem w ukryciu oraz aktywne i uciążliwe muchy, komary i bąki. Wtedy też dzierlatki latają wysoko i głośno śpiewają, odzywają się często trznadle, wróble głośno świergocą rano na drzewach, łabędzie szybko pływają po wodzie, sójki wrzeszczą, a wrony i kawki latają gromadnie, a następnie siadają głęboko w koronach drzew. Opady zwiastują również trzymające się blisko ziemi sokoły i czaple, donośnie odzywające się bąki i żurawie, zbliżające się do zabudowań dudki oraz małe ptaki kryjące się w zakamarkach domów. Wojciech Jastrzębowski podaje, że przed deszczem uaktywniają się pchły, które ...dają się czuć ludziom nieschludnym i wyłażą im za uszy. 
O nadchodzących opadach informuje również zachowanie się niektórych przedstawicieli świata roślin. Tak więc przed deszczem mają być otwarte długo po południu kwiaty kurzyśladu, podróżnika, mokrzycy, nagietka, brodawnika, dziewięćsiłu bezłodygowego i powoju polnego. Przed opadami zamykają się natomiast liście szczawika zajęczego, a fuksja, poziomka i rzeżucha łąkowa wydzielają na końcach liści kropelki cieczy. Podobnie wróżą zamknięte koszyczki stokrotki, skrzywione ogonki liściowe kopytnika oraz wzniesione kwiaty koniczyny czerwonej.

## Opady potrwają kilka dni
Jeśli po południu lub nocą deszcz ustaje, ale niebo się nie rozjaśnia, nie ma co liczyć na to, że następny dzień będzie suchy. Nie ma szans na rozpogodzenia także wówczas, gdy popołudniowy deszcz jest ciepły. Podobnie, ścielący się płasko lub opadający dym świadczy o tym, że raczej nie ma szans na słońce. Jeśli mrówki pracują leniwie - z pewnością popada kilka dni, podobnie jest też kiedy ślimaki wspinają się na drzewa. Zapowiedzią słoty jest również tworzenie się „baniek” przy opadzie deszczu na powierzchni kałuż oraz rozpoczęcie się opadów o późnej porze dnia.